# Halleorchis aspidogynoides
Die Orchidee Halleorchis aspidogynoides ist die einzige Art aus der Gattung Halleorchis. Die kleinen, krautigen Pflanzen stammen aus dem tropischen Westafrika.

## Beschreibung
Halleorchis aspidogynoides besitzt ein kriechendes Rhizom mit wenigen bis vielen Internodien. Die oberirdischen Sprosse sind mit wenigen Laubblättern besetzt, die im unteren Bereich der Sprosse gedrängt stehen. Die Blattspreite verschmälert sich an der Basis zu einem Blattstiel, der den Spross röhrenförmig umfasst.
Der endständige Blütenstand ist unverzweigt und enthält zahlreiche Blüten; am Blütenstandsstiel stehen mehrere Hochblätter. Blütenstandsachse, Hochblätter, Tragblätter und Fruchtknoten sind drüsig behaart. Die kleinen Blüten sind resupiniert, ihre Farbe ist rosa. Die drei äußeren Blütenblätter (Sepalen) sind nicht miteinander verwachsen. Sie ähneln einander: das dorsale Sepal ist oval bis lanzettlich geformt und kapuzenförmig gebogen, die seitlichen Sepalen besitzen allerdings eine asymmetrische, leicht aufgeweitete Basis, die den unteren Teil der Lippe (Labellum) teilweise umfasst. Die seitlichen inneren Blütenblätter (Petalen) sind schief spatelförmig, sie haften mit dem Rand am oberen Sepal. Die Lippe ist zweigeteilt: der basale Teil ist schüsselförmig mit nach außen umgebogenen Rändern. Er enthält im Innern keinerlei Anhängsel. Der vordere Teil ist rhombisch, an der Spitze sind die Ränder nach oben geschlagen. Am schmalen Übergang vom basalen zum vorderen Teil der Lippe befinden sich zwei längs verlaufende Lamellen. Die kurze Säule ist in ihrem unteren Drittel mit den Rändern der Lippe verwachsen. Die Narbe besteht aus einer zusammenhängenden, konkaven Fläche. Das Staubblatt ist im Umriss schmal oval bis lanzettlich. Es enthält zwei keulenförmige Pollinien, die über je ein kurzes Stielchen mit der gemeinsamen, schmal-ovalen Klebscheibe (Viscidium) verbunden sind. Das Trenngewebe zwischen Narbe und Staubblatt (Rostellum) ist langgestreckt dreieckig und tief zweigespalten.

## Verbreitung
Halleorchis aspidogynoides ist in Westafrika in den Ländern Kamerun und Gabun beheimatet. Die Pflanzen wurden in Höhenlagen von 850 bis 950 Metern im Schatten immergrüner Regenwälder gefunden. Sie wachsen an feuchten Stellen, am Fuße von Felsen.

## Systematik und botanische Geschichte
Die Art wurde erstmals 1998 von  Dariusz Szlachetko und Tomasz Olszewski beschrieben. Gleichzeitig mit der Beschreibung der neuen Art wurde eine eigene Gattung, Halleorchis, aufgestellt. Der Gattungsname ehrt den französischen Botaniker Nicolas Hallé. Der Name aspidogynoides verweist auf Ähnlichkeiten zur Gattung Aspidogyne. Nah verwandt mit Halleorchis ist wahrscheinlich die Gattung Goodyera.